# Villa di Poggioreale

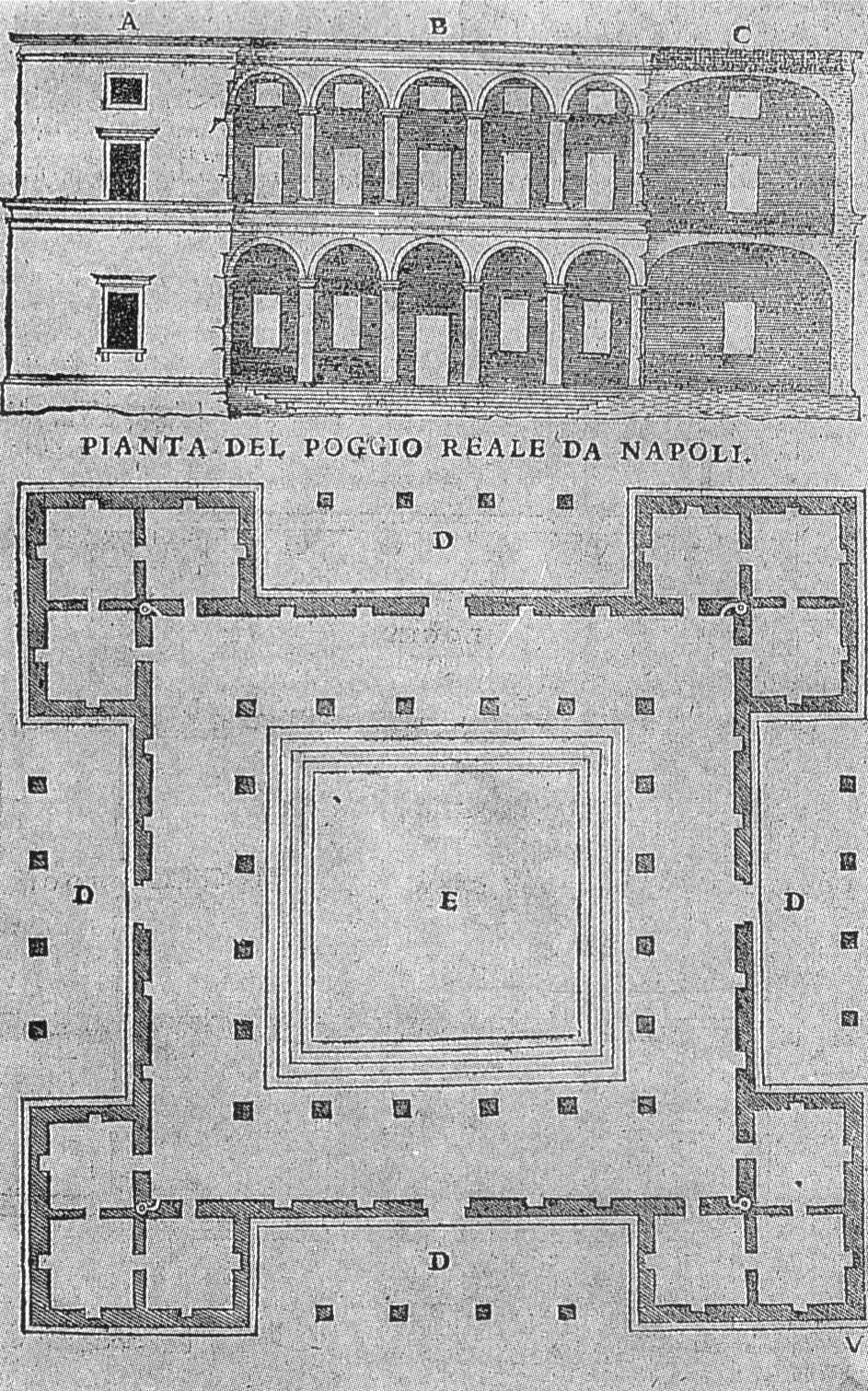
Sebastiano Serlio, Pianta e spaccato della villa di Poggioreale, dal Trattato di architettura, Libro III, Venezia 1540. La raffigurazione anche se altamente dettagliata, non corrisponde alle fattezze reali dell'edificio, sia per la mancata raffigurazione delle finestre guelfe, sia perché le finestre che si innalzavano al secondo piano non erano su due file, ma su una.

La Villa di Poggioreale fu una villa ubicata a Poggioreale, fuori le mura di Napoli ed uno degli edifici più importanti del Rinascimento napoletano.

Era compresa in un'area tra le attuali via del Campo, via Santa Maria del Pianto e via Nuova Poggioreale.

## Storia
Nell'area dove sorgeva la villa, vi era l'acquedotto della Bolla (o Volla) che, con il serbatoio chiamato Dogliuolo, dal latino Doliolum o Dolium (vasca), portava le acque del Sarno in città con condutture sotterranee. La valle della zona del Dogliuolo era una distesa di terre paludose, nonostante vari tentativi di bonifica di sovrani angioini e aragonesi. Pertanto, nel 1485, il re Ferrante I di Napoli provvedette con dispacci regi alla bonifica della zona: realizzò, infatti, dei canali di scolo come il Fosso reale e il Fosso del Graviolo che debellarono la malaria nella capitale.

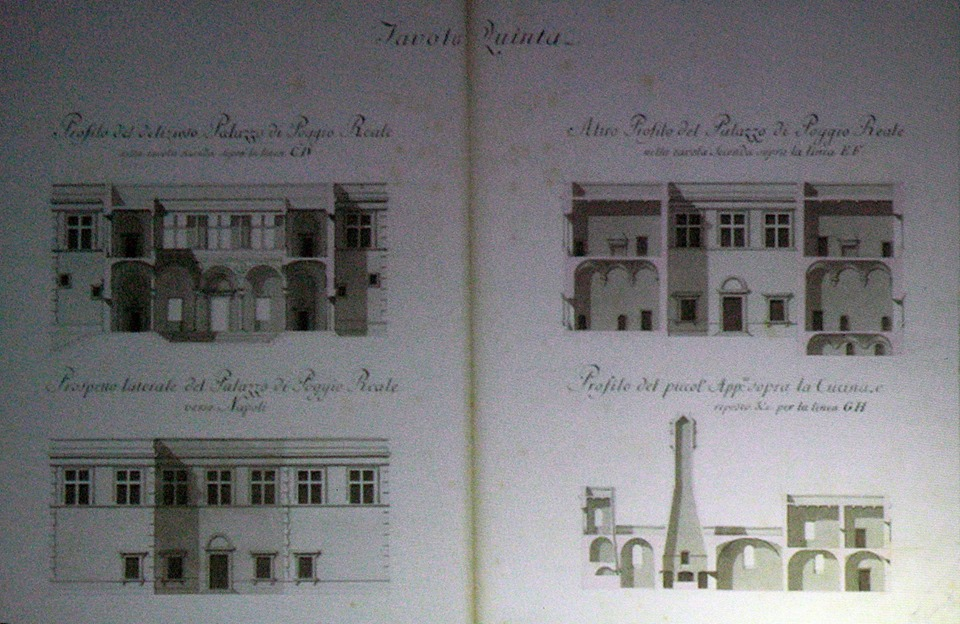
Villa di Poggioreale (Napoli) a inizi XVI secolo, sezione 1.
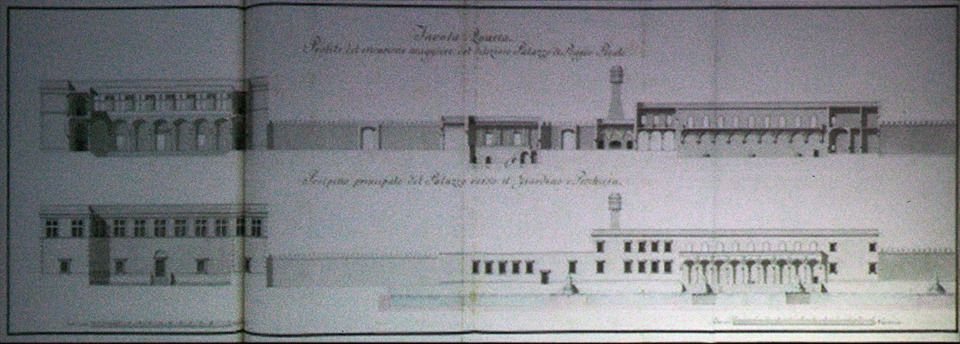
Villa di Poggioreale nel XVI secolo, sezione 2.

Nel medesimo periodo, nella zona limitrofa del Guasto, sorsero numerose ville di svago della nobiltà napoletana del Rinascimento. Nell'area di Poggioreale, intorno al 1487, il Duca di Calabria e futuro re Alfonso II, acquistando una masseria al "Dogliolo", decise di realizzare una residenza reale extra moenia, forse ad imitazione di quelle che andava realizzando il suo alleato Lorenzo il Magnifico.
Per la costruzione dell'edificio e dei suoi annessi, Alfonso utilizzò la sua autorità per espropriare terreni, spesso senza indennizzo, giungendo a togliere l'acqua ad alcuni mulini che appartenevano a Gian Battista Brancaccio, poiché passava per il suolo destinato all'edificazione. Il progetto della residenza venne affidato all'architetto fiorentino Giuliano da Maiano che giunto in città nel 1487 con il modello della villa, elaborato a Firenze, iniziò i lavori e continuò a dirigere il cantiere fino alla sua morte, avvenuta nel 1490, quando l'edificio era sostanzialmente completato ed in parte utilizzato. L'opera, fu poi continuata, forse da Francesco di Giorgio e allievi del Da Maiano, diventando il luogo privilegiato per i ricevimenti della corte. Il disegno della villa ebbe notevole successo, tanto che la struttura venne citata anche nel Libro III del trattato di architettura cinquecentesco di Sebastiano Serlio.
Nel 1494, a causa dell'invasione francese condotta da Carlo VIII, il re Alfonso fuggì in Sicilia e dalla villa partenopea raccolse le suppellettili più preziose; di lì a poco l'immobile cadde in abbandono e, in seguito, per far fronte a problemi economici, il re Ferdinando II di Napoli cedette parti della villa (compresi i giardini che vennero poi adibiti a coltivazione).
La struttura, che ormai era decaduta, si ritrovò al centro della battaglia di Odet de Foix per la conquista della città di Napoli. A causa della distruzione dell'acquedotto si scatenò una epidemia di malaria che distrusse l'esercito francese; fu così che i Francesi dovettero ritirarsi e, contemporaneamente, l'area di Poggioreale divenne nuovamente malsana e si dovette aspettare qualche anno per la bonifica dei terreni circostanti.
La villa venne utilizzata anche per gli incontri importanti, come quello di Carlo V del 1535, mentre, a causa dei ripetuti terremoti, nel 1582 fu necessario un consolidamento delle sue strutture.
Nel 1604 cominciò la rinascita del complesso. Il viceré Juan Alonso Pimentel de Herrera, infatti, decise di abbellire il percorso della villa reale, con filiari di alberi e fontane. Tuttavia, con la peste del 1656, il complesso cade nuovamente in rovina.
La collinetta di Poggioreale divenne, da quel momento, luogo di sepoltura per gli appestati e la villa voluta dal re Alfonso II cadde in abbandono e venne ceduta, come attestano i documenti del XVIII secolo, ai Miroballo; uno degli esponenti della famiglia, nel 1789, parla esplicitamente della caducità del palazzo e dei suoi giardini ridotti a colture.
Nel 1762, a breve distanza dal sito reale venne costruito il Cimitero delle 366 Fosse ad opera di Ferdinando Fuga, mentre, al principio del XIX secolo venne progettato da Francesco Maresca, Stefano Gasse, Luigi Malesci e Ciro Cuciniello il Cimitero di Poggioreale, che venne eretto sulle precedenti rovine della villa, determinandone la completa cancellazione, tanto che la stessa localizzazione del sedime dell'edificio risulta difficile.

## Descrizione
La villa fu il punto di arrivo della progressiva conversione alle forme rinascimentale della capitale aragonese, avvenuta sul finire del XV secolo.
Si può ancora farsi un'idea dell'aspetto della villa grazie alla riproduzione nel trattato di Sebastiano Serlio e grazie alla sua fortuna critica che la rese esemplare anche per l'architettura del XVI secolo.
L'edificio principale era caratterizzato da un impianto molto originale, con richiami all'antico adattati alle esigenze contemporanee. La tipologia di base era infatti la villa antica con peristilium, contaminata con esigenze difensive da un castello medievale e con quelle di residenza, svago e rappresentanza legate alle necessità di una corte di fine secolo.
Ne nacque un edificio di dimensioni relativamente contenute, caratterizzato da un corpo principale a base quadrangolare, con quattro ali sporgenti agli angoli, simili a torri angolari, ma di altezza uguale al resto del fabbricato.

L'edificio era porticato sia sul lato interno, intorno ad un cortile quadrato, pavimentato con mattonelle di ceramica invetriata, infossato per cinque gradini, che richiamava modelli antichi, quali i teatri e le vasche termali.

Il cortile, secondo un modello di Vitruvio, poteva essere coperto con un solaio ligneo per essere sfruttato per feste e rappresentazioni, oppure essere allagato come effetto scenico.
Il disegno che ne fa Serlio, che non vide mai l'edificio, non corrisponde perfettamente al costruito, soprattutto perché rappresenta quattro portici al centro dei prospetti esterni che non furono mai realizzati. Inoltre le finestre presenti nella villa erano in pietra e a croce guelfa, come è raffigurato in molte delle raffigurazioni più antiche, non si trattava dunque delle finestre rettangolari, senza montante e di ispirazione settentrionale, così come raffigurate da Serlio, che tra l'altro non prende in considerazione la copertura lignea che sembra trasformasse il cortile interno in un grande sala centrale. Infine l'edificio non costituiva un quadrato perfetto, ma un rettangolo come risulta dalla pur scarsa documentazione iconografica successiva.
L'edificio principale affacciava su un giardino quadrato antistante e su un grande cortile laterale con edifici di servizio. Il complesso continuava con una loggia su due piani, una peschiera ed aree a giardino, sempre lateralmente rispetto all'edificio principale.
Nell'interno vi erano affreschi realizzati dai più importanti artisti; tra quiesti spiccavano quelli di Pietro e Ippolito del Donzello che rappresentavano episodi della guerra di Alfonso contro i Baroni di pochi anni prima.
Di notevole bellezza erano i giardini all'italiana ornati da esuberanti fontane. Notevole era pure la presenza di sculture, anche antiche, che erano sparse sia nell'edificio che nelle varie parti del giardino. Il progetto dei giardini forse fu dovuto, almeno in parte, a Fra' Giocondo ed a Pacello da Mercogliano. I due seguirono Carlo VIII in Francia per occuparsi, soprattutto il secondo, dei giardini delle residenze reali.
Il complesso era completato da un grande parco, adibito a bandita di caccia, che arrivava al mare.